# Estabilizador
Os estabilizadores são equipamentos eletrônicos responsáveis por corrigir a tensão da rede elétrica para fornecer aos equipamentos uma alimentação estável e segura. Eles protegem os equipamentos contra sobretensão, subtensão e transientes. Uma pequena margem de  estabilizadores também possuem um filtro de linha interno.
Estabilizadores eram muito usados em televisores antigos, para evitar curto-circuito durante baixas de energia.

## História
O Brasil é hoje o maior fabricante de estabilizadores do mundo com base instalada de cerca de 48 fabricantes espalhados de norte ao sul do país.
O mercado de estabilizadores começou no Brasil em 1941 com a falha e má qualidade de energia elétrica e a necessidade de uso para os aparelhos da época.
Ao contrário do conhecimento popular, o estabilizador foi originalmente destinado para regular a tensão de aparelhos movidos a válvulas como as antigas geladeiras e televisores, criados muito antes dos computadores.[carece de fontes?] O estabilizador é composto normalmente por um fusível de proteção, uma chave seletora da tensão da rede, tomadas de saída para ligar os aparelhos, chave liga/desliga e uma proteção para linha telefônica em alguns modelos.
Hoje é recomendado o uso de nobreaks on-line e filtros de linha de qualidade para uma proteção confiável para o computador. Estabilizadores também podem ser usados para proteção de equipamentos simples ou soluções temporárias.

## Regulamentação
- No Brasil a norma de referência é a NBR14373:2006 para estabilizadores até 3 kVA[2].
- Essa versão foi corrigida e atualmente é a ABNT NBR 14373:2006 Versão Corrigida:2010 que contém a  Errata 1 de 16.04.2010. Confirmada em 09/05/2011.
- A regulamentação Internacional é a IEC - International Electrotechnical Commission (IEC 686-1/1980).